# Phyllodytes
Phyllodytes es un género de anfibios de la familia Hylidae que habitan en el este de Brasil.

## Especies
Se reconocen las 15 siguientes según ASW:
- Phyllodytes acuminatus Bokermann, 1966
- Phyllodytes brevirostris Peixoto & Cruz, 1988
- Phyllodytes edelmoi Peixoto, Caramaschi & Freire, 2003[1]
- Phyllodytes gyrinaethes Peixoto, Caramaschi & Freire, 2003[1]
- Phyllodytes iuna Santos, Roseno, Solé & Dias, 2023[2]
- Phyllodytes kautskyi Peixoto & Cruz, 1988
- Phyllodytes luteolus (Wied-Neuwied, 1824)
- Phyllodytes maculosus Cruz, Feio & Cardoso, 2007[3]
- Phyllodytes megatympanum Marciano, Lantyer-Silva & Solé, 2017[4]
- Phyllodytes melanomystax Caramaschi, Silva & Britto-Pereira, 1992[5]
- Phyllodytes praeceptor Orrico, Dias, & Marciano, 2018[6]
- Phyllodytes punctatus Caramaschi & Peixoto, 2004[7]
- Phyllodytes tuberculosus Bokermann, 1966
- Phyllodytes wuchereri (Peters, 1873)